# Mysklorikit
Mysklorikit (Trichoglossus concinnus) är en fågel i familjen östpapegojor inom ordningen papegojfåglar.

## Utseende
Mysklorikiten är en medelstor lysande grön och gul papegoja med röda och blå teckningar i ansiktet. Noterbart är en röd kindfläck bakom ögat.

## Utbredning och systematik
Fågeln förekommer i Australien från sydöstra Queensland till Victoria, Tasmanien och Eyrehalvön, South Australia.

## Levnadssätt
Mysklorikiten ses födosöka i blommande eukalyptus från vilken den tar både blommor och nektar, men lever också av insekter och frukt. Arten uppträder nomadiskt efter tillgång på blommande eukalyptusträd.

## Status
Arten har ett stort utbredningsområde och beståndet anses stabilt. Internationella naturvårdsunionen IUCN listar den därför som livskraftig (LC).

## Bilder

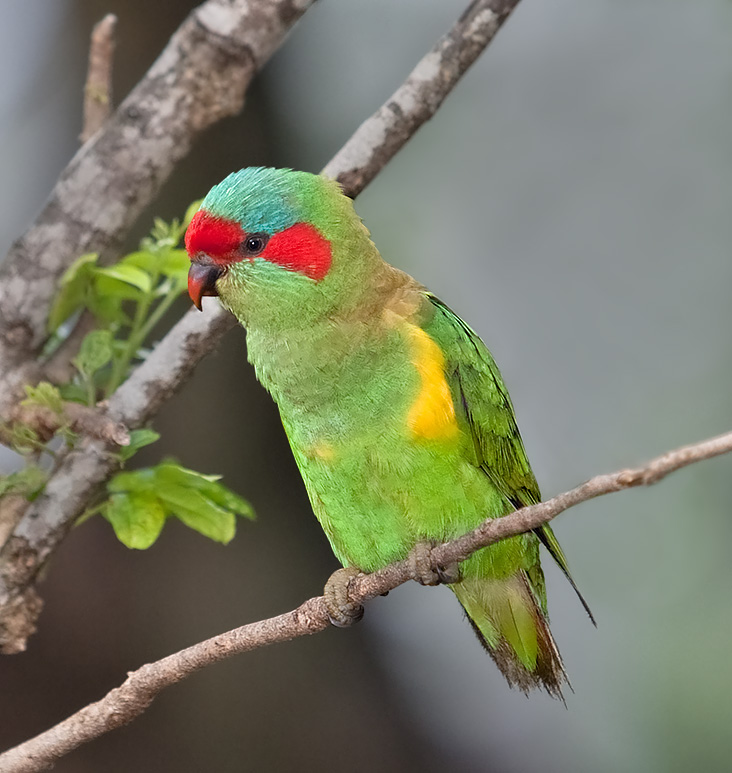
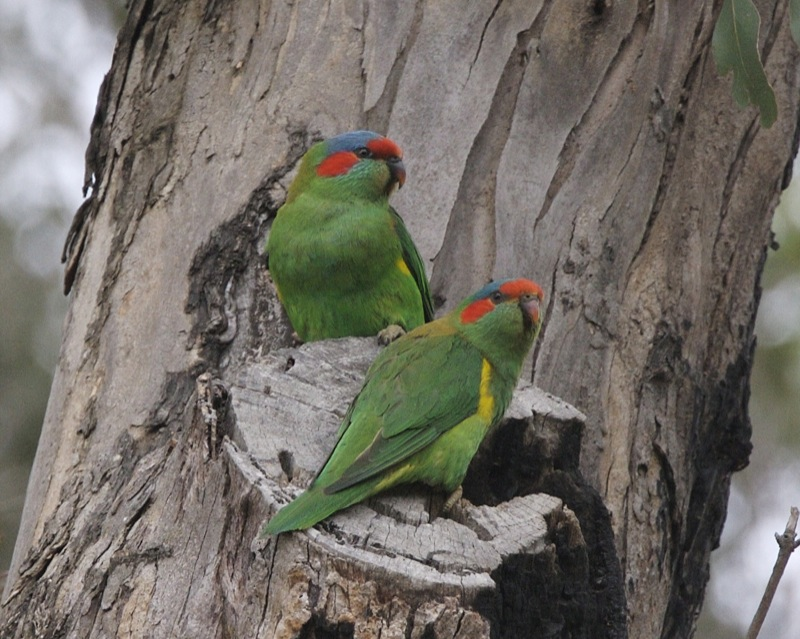
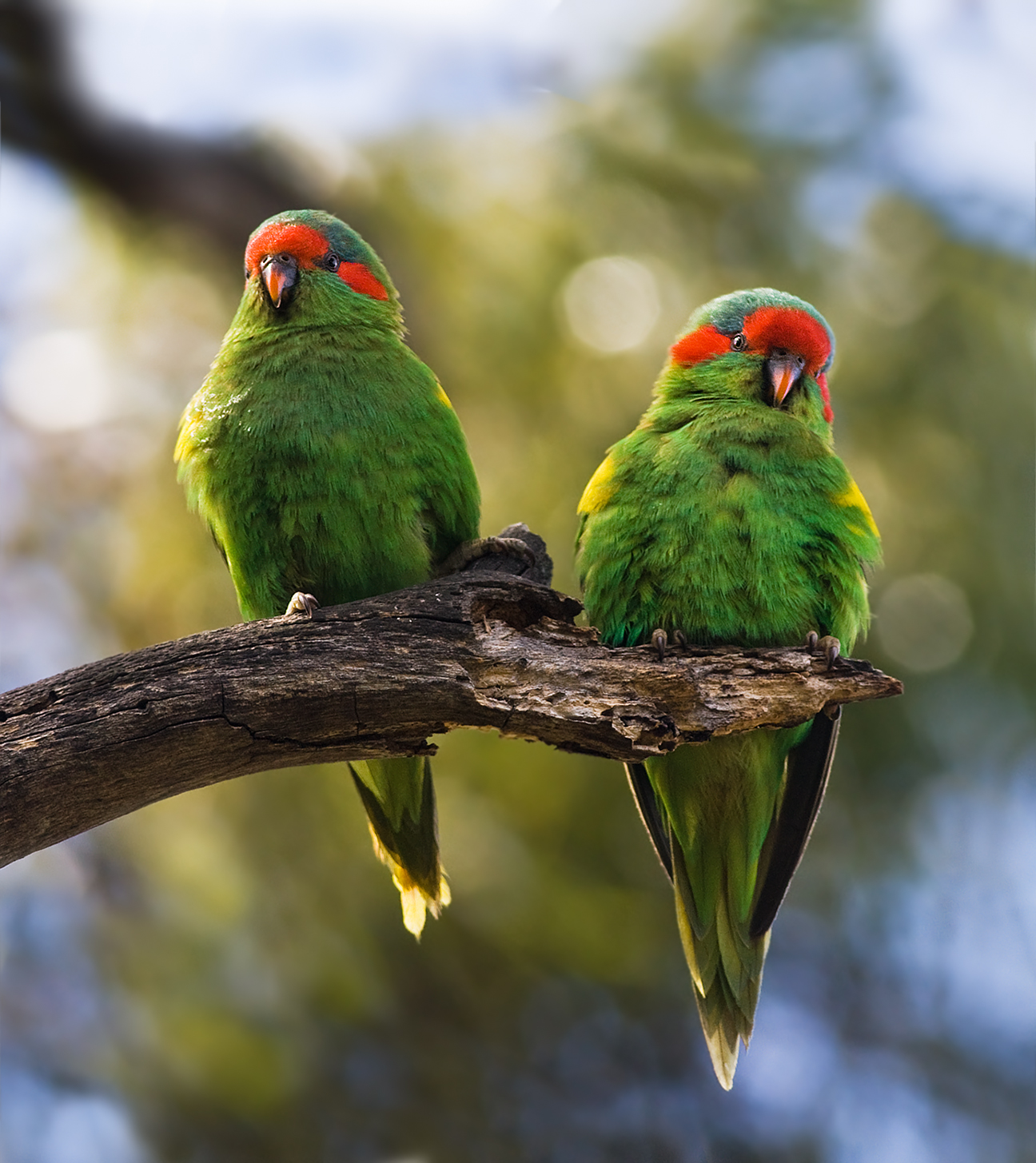
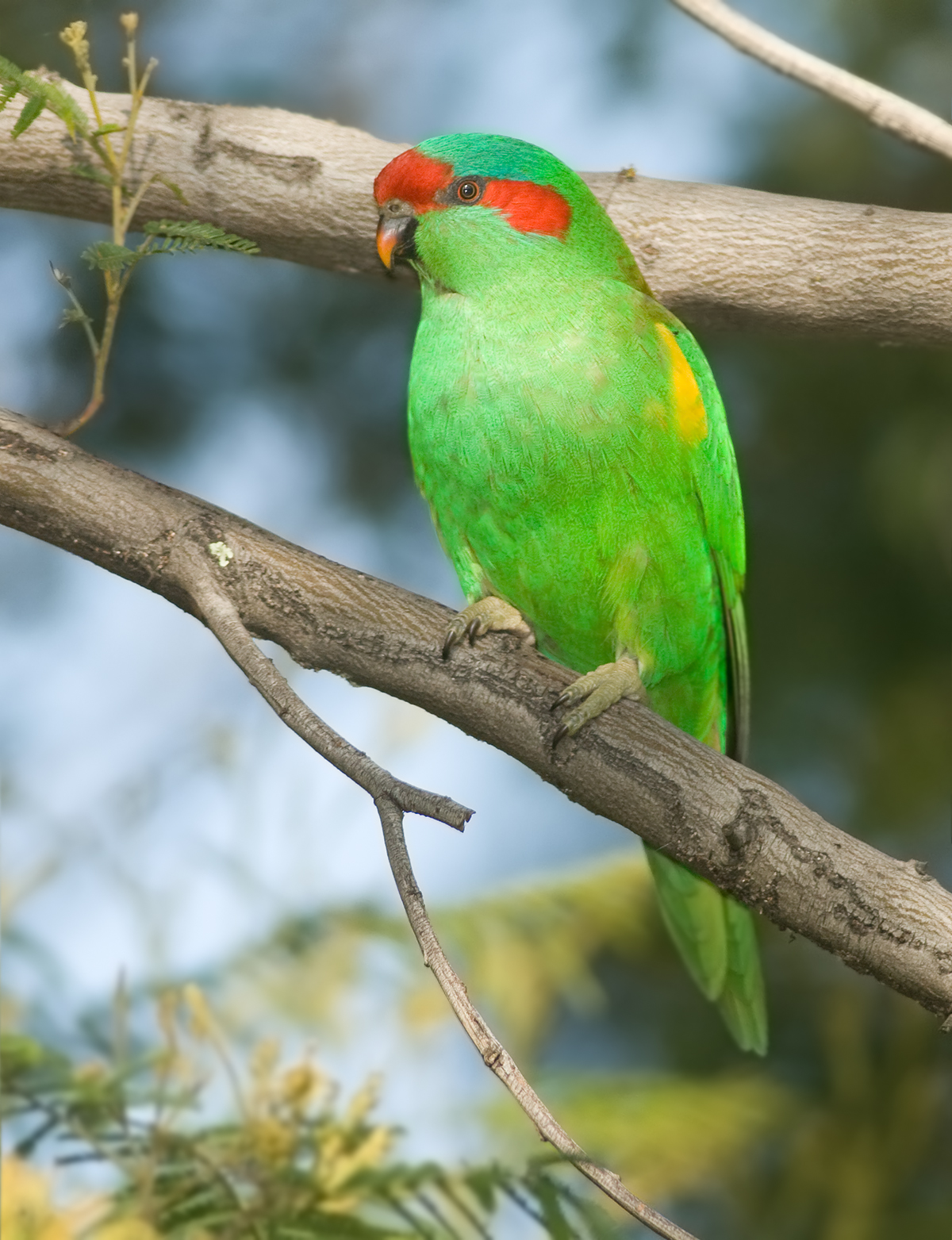
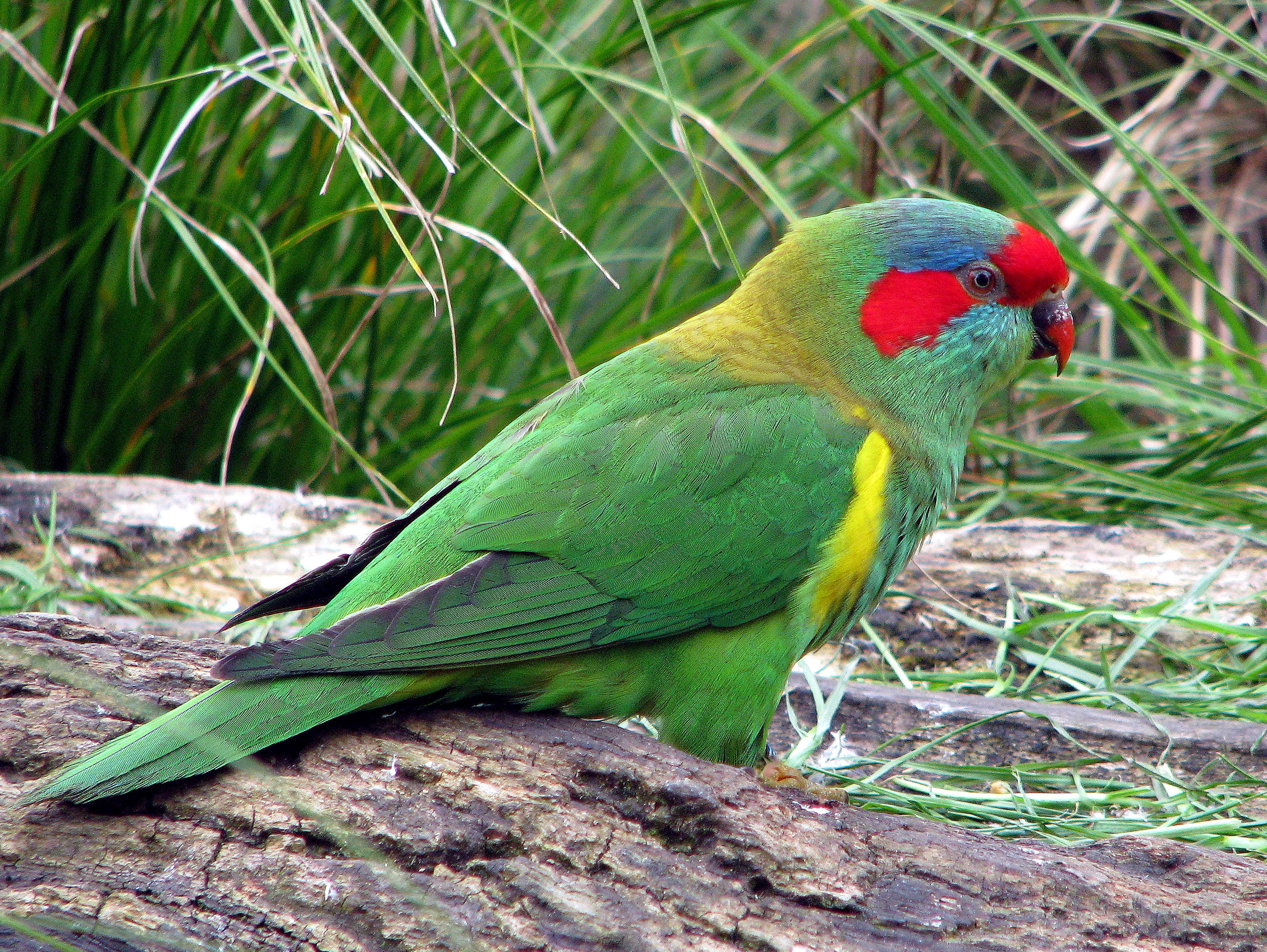
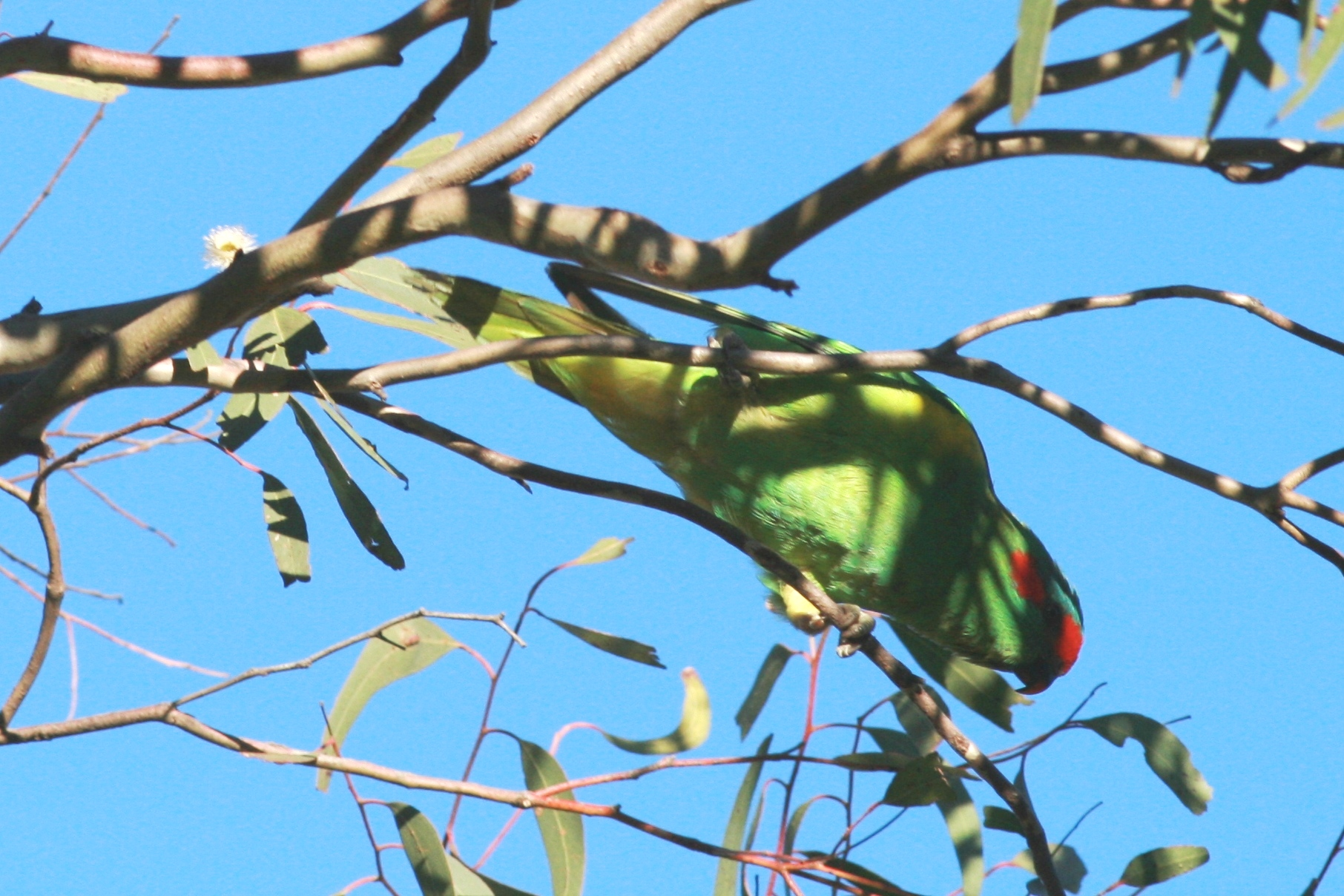
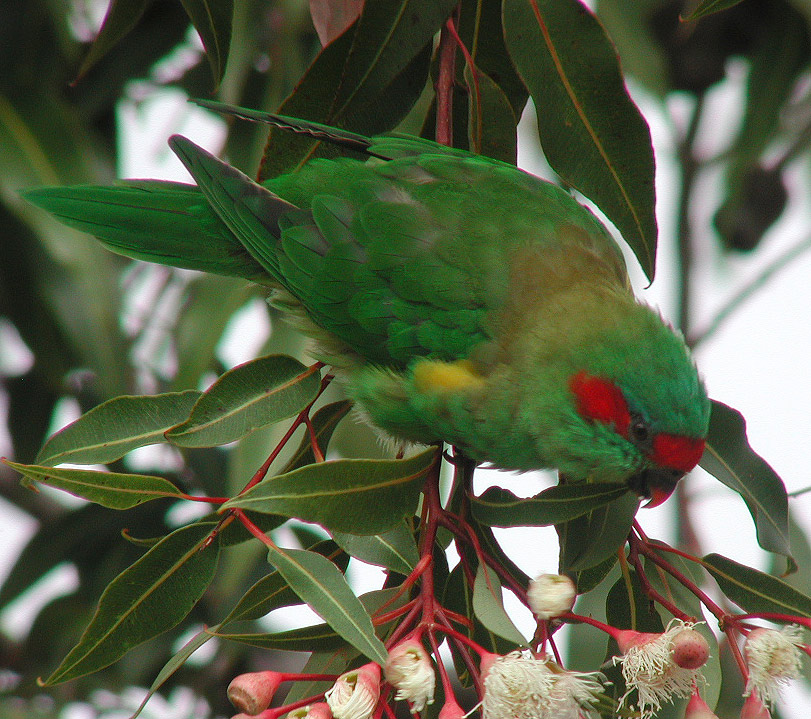